# Annibale Bugnini
Annibale Bugnini CM (ur. 14 czerwca 1912 w Civitella del Lago, zm. 3 lipca 1982) – włoski arcybiskup ze Zgromadzenia Misji.
Współtwórca nowego rytu posoborowego w Kościele katolickim (obecnie: zwyczajnej formy rytu rzymskiego). W latach 1962–1965 przewodniczący Komisji Liturgicznej Soboru Watykańskiego II, zajmującej się przygotowaniem reformy liturgicznej. W latach 1972–1976 sekretarz kongregacji Kultu Bożego. Arcybiskup tytularny Diocleziany. W 1976 roku papież Paweł VI zwolnił go z posługi w Kurii Rzymskiej i powierzył misję nuncjusza apostolskiego w Iranie (Teheranie).
Wobec arcybiskupa Bugniniego wielokrotnie pojawiały się oskarżenia o związki z masonerią; czemu sam zainteresowany zaprzeczał.

## Pisma
- La riforma liturgica 1948-1975. CLV-Ed. Liturgiche, Roma 1983.